# Calabazate (pera)
Calabazate es el nombre de una variedad cultivar de pera europea Pyrus communis. Esta pera está cultivada en la colección de la Estación Experimental Aula Dei (Zaragoza). Esta pera también está cultivada en diversos viveros entre ellos algunos dedicados a conservación de árboles frutales en peligro de desaparición. Esta pera está muy difundido su cultivo en España, originaria de las islas Canarias concretamente variedad local de Santa Cruz de Tenerife, donde tuvo su mejor época de cultivo comercial en la década de 1960, y actualmente en menor medida aún se encuentra.

## Sinonimia
- " Pera Calabazate",[9]
- "Calabasate",[1]
- "Perejón",[10]
- "Perejonal".[11]

## Historia
El nombre de esta variedad ya aparece en los textos de Viera y Clavijo de finales del siglo XVIII. Actualmente cultivada en Tegueste al norte de Tenerife.
'Calabazate' está considerada incluida en las variedades locales autóctonas muy antiguas, cuyo cultivo se centraba en comarcas muy definidas. Se caracterizaban por su buena adaptación a sus ecosistemas y podrían tener interés genético en virtud de su adaptación. Se encontraban diseminadas por todas las regiones fruteras españolas, aunque eran especialmente frecuentes en la España húmeda. Estas se podían clasificar en dos subgrupos: de mesa y de cocina (aunque algunas tenían aptitud mixta).
'Calabazate' es una variedad clasificada como de mesa, difundido su cultivo en el pasado por los viveros comerciales y cuyo cultivo en la actualidad se ha reducido a huertos familiares y jardines privados.

## Características
El peral de la variedad 'Calabazate' tiene un vigor medio; florece a inicios de mayo; tubo del cáliz grande, en embudo con conducto muy largo de anchura variable, bien muy ancho todo él o de entrada estrecha, ensanchándose hacia el corazón; los pistilos nacen muy profundos; los estambres, muy finos, conservan a veces las anteras.
La variedad de pera 'Calabazate' tiene un fruto de tamaño mediano más bien pequeño; forma calabaciforme o turbinada, con cuello muy marcado, generalmente oblicuo, apuntado hacia el pedúnculo, muy asimétrica, y un contorno muy irregular; piel semi-lisa, seca, mate; con color de fondo amarillo intenso, sucio, sobre color ausente o muy ligero, color del sobre color lavado de rosa, distribución del sobre color chapa, la chapa de intensidad y extensión variable, sin chapa o solo muy ligera y sonrosada, presentando un punteado menudo, ruginoso-"russeting", poco perceptible, "russeting" (pardeamiento áspero superficial que presentan algunas variedades) débil; pedúnculo de longitud muy largo, medianamente grueso, ligeramente engrosado hacia su extremo, grueso y carnoso en la base, formando anillos y pliegues, curvo y retorcido, implantado derecho u oblicuo, como prolongación del fruto, cavidad del pedúnculo nula; anchura de la cavidad calicina muy amplia, poco profunda, lisa o plisada, borde ampliamente ondulado; ojo muy grande, cerrado, abierto o entreabierto, según posición de los sépalos; sépalos muy grandes, largos, amarillentos, convergentes, tumbados sobre el ojo y fruncidos o completamente extendidos.
Carne de color amarillo crema; textura pastosa, muy áspera; sabor característico de la variedad, muy astringente; corazón mediano, redondeado, pedregoso. Eje muy corto, abierto en la parte superior. Celdillas muy grandes, deprimidas. Semillas pequeñas, alargadas, muy asimétricas, con cuello y espolón muy marcado, color castaño oscuro, no uniforme.
La pera 'Calabazate' tiene una época de maduración y recolección temprana en la tercera decena de agosto (en E.E. de Aula Dei de Zaragoza). Se usa como pera de mesa fresca, y para elaborar perada.